# Воррен (Нью-Йорк)
Воррен (англ. Warren) — місто (англ. town) в США, в окрузі Геркаймер штату Нью-Йорк. Населення — 1029 осіб (2020).

## Демографія
Згідно з переписом 2010 року, у місті мешкали 1143 особи в 390 домогосподарствах у складі 302 родин. Було 452 помешкання
Расовий склад населення:
| - 97,9 % — білих - 0,4 % — азіатів - 0,3 % — чорних або афроамериканців |

До двох чи більше рас належало 1,3 %. Частка іспаномовних становила 0,3 % від усіх жителів.
За віковим діапазоном населення розподілялося таким чином: 24,1 % — особи молодші 18 років, 59,7 % — особи у віці 18—64 років, 16,2 % — особи у віці 65 років та старші. Медіана віку мешканця становила 42,3 року. На 100 осіб жіночої статі у місті припадало 102,3 чоловіків;  на 100 жінок у віці від 18 років та старших — 105,7 чоловіків також старших 18 років.
Середній дохід на одне домашнє господарство  становив 60 127 доларів США (медіана — 55 000), а середній дохід на одну сім'ю — 67 112 долари (медіана — 65 104). Медіана доходів становила 40 313 долари для чоловіків та 32 273 долари для жінок. За межею бідності перебувало 17,9 % осіб, у тому числі 13,2 % дітей у віці до 18 років та 27,5 % осіб у віці 65 років та старших.
Цивільне працевлаштоване населення становило 491 особа. Основні галузі зайнятості: освіта, охорона здоров'я та соціальна допомога — 27,5 %, виробництво — 11,8 %, сільське господарство, лісництво, риболовля — 11,0 %, роздрібна торгівля — 10,6 %.